# 감찰정보단
감찰정보단(監察情報團)은 공직비리정보 등을 전문적으로 수집하고 과학적인 분석을 통해 공직비리 감찰활동을 체계적으로 지원하기 위하여 설립된 대한민국 감사원 공직감찰본부 소속기관으로 감찰정보단장은 고위감사공무원 나급(2~3급 상당)의 일반직공무원으로 보한다. 서울특별시 종로구 북촌로 112에 위치하고 있다.

## 연혁
- 2010년 7월 26일 감사원 공직감찰본부 감찰정보단 신설[3]

## 주요 업무
- 감사정보 수집·분석·관리업무 총괄
- 공직기강 자료관리
- 유관기관 정보협조업무 총괄 (정보 및 부패신고사항 이첩 관리 포함)

## 조직

### 감찰정보단장
- 1과
- 2과

## 같이 보기
- 공공감사운영단